# Elecciones federales de México de 2024 en Quintana Roo
Las elecciones federales de México de 2024 en Quintana Roo se llevaron a cabo el domingo 2 de junio de 2024, y en ellas se renovaron los siguientes cargos de elección popular:
- Presidente de la República. Jefe de Estado y de Gobierno de México, electo por única ocasión para un periodo de seis años sin posibilidad de reelección.
- 3 senadores. Miembros de la cámara alta del Congreso de la Unión. Dos electos por mayoría relativa y uno otorgado por el principio de primera minoría. Todos ellos por un periodo de seis años a partir del 1 de septiembre de 2024 con posibilidad de reelección por un periodo adicional.
- 4 diputados federales. Miembros de la cámara baja del Congreso de la Unión. Todos ellos electos para un periodo de tres años con la posibilidad de reelección por hasta tres periodos adicionales.

## Resultados electorales

### Presidente de México
|  | 73.17 % |

|  | 16.80 % |

|  | 7.72 % |

|  | 97.70 % |

|  | 2.14 % |

|  | 0.16 % |

### Senador de la República

#### Senadores Electos
| Principio       | Senador Titular                | Partido | Senador Electo           | Partido |
| --------------- | ------------------------------ | ------- | ------------------------ | ------- |
| Primera Fórmula | Freyda Marybel Villegas Canche |         | Anahí González Hernández |         |
| Segunda Fórmula | José Luis Pech Várguez         |         | Eugenio Segura Vázquez   |         |
| Primera Minoría | Mayuli Martínez Simón          |         | Mayuli Martínez Simón    |         |

#### Resultados
|  | 68.28 % |

|  | 18.22 % |

|  | 10.11 % |

|  | 96.61 % |

|  | 3.29 % |

|  | 0.10 % |

### Diputados federales por Quintana Roo

#### Diputados Electos
| Distrito | Diputado Titular             | Partido | Diputado Electo              | Partido |
| -------- | ---------------------------- | ------- | ---------------------------- | ------- |
| 1        | Juan Luis Carrillo Soberanis |         | Juan Luis Carrillo Soberanis |         |
| 2        | Anahí González Hernández     |         | Elda Xix Euán                |         |
| 3        | Alberto Batun Chulim         |         | Humberto Aldana Navarro      |         |
| 4        | Laura Fernández Piña         |         | Mildred Ávila Vera           |         |

#### Resultados por partido
|  | 46.16 % |

|  | 17.12 % |

|  | 11.66 % |

|  | 9.21 % |

|  | 5.16 % |

|  | 4.13 % |

|  | 2.18 % |

|  | 95.64 % |

|  | 4.24 % |

|  | 0.13 % |

### Resultados por distrito electoral

#### Distrito 1. Playa del Carmen
|  | 66.44 % |

|  | 24.92 % |

|  | 5.08 % |

|  | 96.44 % |

|  | 3.46 % |

|  | 0.11 % |

#### Distrito 2. Chetumal
|  | 65.25 % |

|  | 16.84 % |

|  | 13.76 % |

|  | 95.85 % |

|  | 4.08 % |

|  | 0.07 % |

#### Distrito 3. Cancún
|  | 51.05 % |

|  | 19.10 % |

|  | 12.41 % |

|  | 7.58 % |

|  | 3.15 % |

|  | 93.29 % |

|  | 6.51 % |

|  | 0.20 % |

#### Distrito 4. Cancún
|  | 64.31 % |

|  | 26.19 % |

|  | 6.84 % |

|  | 97.34 % |

|  | 2.53 % |

|  | 0.13 % |